# جيف روز
جيف روز هو نقابي كندي، ولد في 1946 في تورونتو في كندا.